# Abraxas centralipuncta
Abraxas centralipuncta là một loài bướm đêm trong họ Geometridae.